# 에런 크루거
화에런 크루거(영어: Ehren Kruger, 1972년 10월 5일 ~ )는 미국의 영화 각본가, 프로듀서이다. 각본을 쓴 유명한 작품으로는《스크림 3》와 《링》이 유명하다. 트랜스포머 실사영화 시리즈 2편부터 각본에 참여하였으며 3편부터 4편까지는 단독으로 각본을 썼다.

## 각본 작품 목록

### 영화
| 연도 | 제목                          | 원제                                | 각본   | 제작   | 감독               |
| ---- | ----------------------------- | ----------------------------------- | ------ | ------ | ------------------ |
| 1999 | 함정                          | Arlington Road                      | 예     | 아니요 | 마크 펠링턴        |
| 200  | 스크림 3                      | Scream 3                            | 예     | 아니요 | 웨스 크레이븐      |
| 2000 | 레인디어 게임                 | Reindeer Games                      | 예     | 아니요 | 존 프랭컨하이머    |
| 2002 | 임포스터                      | Impostor                            | 예     | 아니요 | 게리 플리더        |
| 2002 | 링                            | The Ring                            | 예     | 아니요 | 고어 버빈스키      |
| 2005 | 링 2                          | The Ring Two                        | 예     | 아니요 | 나카타 히데오      |
| 2005 | 스켈리톤 키                   | The Skeleton Key                    | 예     | 아니요 | 이언 소프틀리      |
| 2005 | 그림 형제: 마르바덴 숲의 전설 | The Brothers Grimm                  | 예     | 예     | 테리 길리엄        |
| 2007 | 블러드 앤 초콜렛              | Blood & Chocolate                   | 예     | 예     | 카티야 폰 가르니어 |
| 2009 | 트랜스포머: 패자의 역습       | Transformers: Revenge of the Fallen | 예     | 아니요 | 마이클 베이        |
| 2011 | 드림 하우스                   | Dream House                         | 아니요 | 예     | 짐 셰리던          |
| 2011 | 스크림 4                      | Scream 4                            | 아니요 | 예     | 웨스 크레이븐      |
| 2011 | 트랜스포머 3                  | Transformers: Dark of the Moon      | 예     | 아니요 | 마이클 베이        |
| 2014 | 트랜스포머: 사라진 시대       | Transformers: Age of Extinction     | 예     | 아니요 | 마이클 베이        |
| 2017 | 공각기동대: 고스트 인 더 쉘   | Ghost in the Shell                  | 예     | 아니요 | 루퍼트 샌더스      |
| 2019 | 덤보                          | Dumbo                               | 예     | 예     | 팀 버튼            |